# Трняци (Республика Сербская)
Трняци (серб. Трњаци / Trnjaci) — село в общине Биелина Республики Сербской Боснии и Герцеговины. Население составляет 1131 человек по переписи 2013 года.

## Достопримечательности
В селе есть православный храм Святого Илии, освящённый 2 августа 2003. Также в селе базируется футбольная команда «Борац».